# Møysalen
Møysalen – szczyt w Górach Skandynawskich. Leży w Norwegii, w okręgu Nordland. Jest to najwyższy punkt na wyspie Hinnøya i najwyższy szczyt w archipelagach Lofoty i Vesterålen. Jest 17. co do wybitności szczytem w Norwegii.